# Radka Denemarková
Radka Denemarková, född 1968 i Kutná Hora, är en tjeckisk författare, dramaturg, litteraturvetare och översättare. Hon studerade germanistik och bohemistik vid Karlsuniversitetet i Prag, där hon också doktorerade i tjeckisk litteratur år 1997. Hon har varit verksam som forskare vid Institutet för tjeckisk litteratur vid Tjeckiens vetenskapsakademi och som dramaturg vid Pragteatern Divadlo na zábradlí. Sedan hösten 2004 är hon författare på heltid. Hennes böcker är flerfaldigt prisbelönade och har översatts till ett tiotal språk, däribland en roman till svenska. 2019 mottog hon h. c. artmanns litteraturstipendium i Salzburg. Som översättare har Denemarková bland annat givit flera av Herta Müllers romaner tjeckisk språkdräkt.